# Libellago dorsocyana
Libellago dorsocyana – gatunek ważki z rodziny Chlorocyphidae.